# テティ
テティとは、エジプト第6王朝の初代ファラオである。

## 生涯
テティの出生は不明。前2345年頃、ウナス王に男児がおらず王統が断絶した時、ウナスの娘のイプト1世に迎えられ、ファラオとして即位し第6王朝を興す。当時エジプトでは州侯や上級官吏の勢力が増大しており、これらの圧力をかわすべく、州侯や上級官吏の娘を妻に娶るという方法で内政を安定させていき、更に官僚制の発達した第4、第5王朝の時代に肥大化した行政機構の改革に取り組んだ。しかし密かに王子ウセルカラーがテティの暗殺計画を王の護衛兵士達と共に練り、テティは治世13年目(前2333年)に護衛兵士達に暗殺された。

## 家族
- 配偶者:イプト1世（英語版）
  - 子息:ペピ1世
- 配偶者:クイト2世（英語版）
  - 子息:ウセルカラー